# Fenestrane
Fenestrane (von lateinisch Fenestra und Alkane) sind chemische Verbindungen aus der Gruppe der polycyclischen aliphatischen Kohlenwasserstoffe. Sie bestehen aus vier kondensierten Ringen mit einem zentralen quartären Kohlenstoffatom, das Bestandteil aller Ringe des Moleküls ist und dessen vier Bindungen durch die Ringspannung deformiert sind. Die tetraedrische Anordnung wird eingeebnet und liegt zwischen einer tetraedrischen und planaren Konfiguration. Das Grundgerüst der Fenestrane kann auch als eine doppelt überbrückte Spiroverbindung beschrieben werden.
Die namensgebende Verbindung für die Stoffgruppe ist das  [4.4.4.4]Fenestran (IUPAC-Bezeichnung: Tetracyclo[3.3.1.03,9.07,9]nonan), mitunter auch als Windowpan bezeichnet. Das kleinste mögliche Fenestran ist das [3.3.3.3]Fenestran, auch Pyramidan genannt. Für das [5.5.5.5]Fenestran findet man in der Literatur auch die Bezeichnung Stauran (altgriechisch σταυρός stauros, deutsch ‚Kreuz‘).

Berechnete Strukturen von [3.3.3.3]Fenestran (oben)
und [4.4.4.4]Fenestran (unten)

## Nomenklatur
Da die Bezeichnung der Fenestrane nach der IUPAC-Nomenklatur relativ komplex ist, wurde für die Verbindungen mit diesem Grundgerüst eine Nomenklatur unter Verwendung des Präfixes [m.n.p.q] für die Definition der Größe der vier Ringe vorgeschlagen. Mit dieser Bezeichnungsweise können auch tricyclische Strukturen, also einfachüberbrückte Spiroalkane, als [m.n.p]Fenestrane bezeichnet werden, für die man in der Literatur auch die Bezeichnung „zerbrochene Fenster“ findet. 
Die Nummerierung des Fenestrangerüsts beginnt am Brückenkopf-Kohlenstoffatom C1 mit der höchsten Priorität, folgt von dort dem äußeren Rahmen und endet am zentralen Kohlenstoffatom. Die C1-Position definiert auch den Ausgangspunkt für die Zuordnung der Ringgrößen gemäß der [m.n.p.q]-Definition, die den Ringen im Uhrzeigersinn folgt. Falls die Zuordnung des Brückenkopfatoms mit der höchsten Priorität nicht eindeutig ist, beginnt die Nummerierung mit dem kleinsten Ring.
Fenestrane mit unterschiedlichen Substituenten an den vier Brückenkopfatomen enthalten fünf Stereozentren. Die Stereochemie des Grundgerüsts kann mit der cis/trans-Beziehung zwischen den Bindungen beschrieben werden. Bei einem [5.5.5.5]Fenestran wird zunächst die cis/trans-Beziehung der H1-C1-C13-C7-Bindungen beschrieben, gefolgt von den Dreiergruppierungen H4-C4-C13-C10, H7-C7-C13-C1 und zuletzt H10-C10-C13-C4.

## Synthese
1982 veröffentlichten William G. Dauben et al. die Darstellung des unsubstituierten [4.5.5.5]Fenestrans durch eine intramolekulare Photocyclisierung eines bicyclischen Enons mit einem Olefin. Ausgehend von Methyl-2-oxocyclopentancarboxylat 1 erhält man über mehrere Stufen das mit einer Butenylgruppe substituierte bicyclische Enon 2, das photochemisch in das [4.5.5.5]Fenestron 3 umgewandelt wird. Aus dieser Zwischenstufe erhält man durch Umsetzung mit Hydrazin und KOH in einer Wolff-Kishner-Reduktion [4.5.5.5]Fenestran 4
Die erste Synthese des all-cis-[5.5.5.5]Fenestrans wurde 1984 von Reinhart Keese et al. publiziert. Mit Cycloocta-1,5-dien 1 als Ausgangsverbindung erhält man über eine mehrstufige Reaktionsfolge ein Lacton 2, das mit Wasserstoff unter Palladium-Kohle-Katalyse in einer reduktiven Decarboxylierung zu dem Fenestran 3 umgesetzt werden kann.

## Struktur
Die Möglichkeit einer planaren Deformation des zentralen tetrakoordinierten Kohlenstoffatoms bei Verbindungen mit einer Fenestranstruktur wurde bereits 1970 von Roald Hoffmann diskutiert. Die Auswirkungen verschiedener Modifikationen im Fenestrangerüst auf die Abweichung der Bindungswinkel des zentralen Kohlenstoffatoms vom Tetraederwinkel wurde mit verschiedenen Methoden, beispielsweise Ab-initio-Methoden der Quantenchemie, Dichtefunktionaltheorie, semi-empirische Methoden oder Molekülmechanikansätze, berechnet. Demnach haben die beiden gegenüberliegenden Winkel α und β im all-cis-[5.5.5.5]Fenestran einen Wert von 113,8°. Durch weitere Doppelbindungen in Brückenkopfpositionen werden diese Winkel bis zu einem Wert von 137° bei dem  [5.5.5.5]Fenestran-1,4,7,10-tetraen aufgeweitet.
Die Verkleinerung von Ringen im Fenestrangerüst, die Einführung von anspruchsvollen Substituenten in den Brückenkopfpositionen, sowie der Übergang von cis- zu trans-Isomeren führt zu einer weiteren Aufweitung der Bindungswinkel α und β. Das 1,6-Dimethyl-[4.5.5.5]fenestr-6-en besitzt mit 140° und 132° die bislang größten berechneten Winkel.
Die durch eine Röntgenstrukturanalyse gemessenen Winkel bei kristallinen Fenestranen stimmen im Allgemeinen gut mit den berechneten Winkeln überein. Die größten gemessenen Winkel wurden bei folgenden [4.5.5.5]- und [4.4.45]Fenestranen gefunden:

## Naturstoffe
Der erste und bislang einzige isolierte Naturstoff aus der Stoffgruppe der Fenestrane ist das Laurenen, ein Diterpen aus Dacrydium cupressinum mit einem [5.5.5.7]Fenestren-Gerüst.
Naturstoffe mit einem [m.n.p]Fenestrangerüst sind weiter verbreitet, beispielsweise sind dies Sesquiterpene mit einem Tricyclo[6.3.0.01.5]undecan-Gerüst. Ebenso findet man in der Natur Verbindungen mit einem Heterofenestran-Gerüst.